# 骆宾基
骆宾基（1917年—1994年），原名张璞君，斋号夜闻雁鸣斋，男，祖籍山东平度，生于吉林珲春，中华民国及中华人民共和国作家，中国共产党党员。

## 生平

### 从北平到上海
骆宾基出生在珲春县一个小茶商的家庭。 1931年九一八事变发生时，14岁的骆宾基是高小学生，班主任选读了都德《最后一课》的译文。骆宾基决心离开东北，不接受日本的奴化教育。16岁时，骆宾基离开家乡，到济南正谊中学学习，后来转到北平学习。那时，其父亲因债务缠身已鬱鬱而亡。骆宾基寓居北平山东会馆，到大学旁听，到图书馆自修，学习文学及社会科学理论。
1935年在上海，萧军、萧红在鲁迅帮助下，分别出版了《八月的乡村》、《生死场》。骆宾基读后受到震动。1936年5月初，骆宾基来到上海。在上海法租界汶林路一处亭子间住下后，长篇小说《边陲线上》刚写完前两章，就寄给鲁迅。重病的鲁迅回信称：“体力不支，一时恐难看稿；况且既是长篇，仅凭开端也无以观其全貌……”骆宾基失望地给鲁迅回信：“退稿已经收到，请勿悬念，祝愿先生早日痊愈……”1936年10月，写作《边陲线上》即将收尾时，骆宾基得知鲁迅病逝，悲痛难抑。过了一段时间，骆宾基又致信茅盾，很快收到茅盾回信，茅盾答应看稿，骆宾基迅速将《边陲线上》写完，誊清并寄去。这时，骆宾基穷得已近“断顿”，寄居在上海郊区一个同乡朋友的亲戚家。不久茅盾回信说，从《边陲线上》的“氛围气”看得出青年作者的笔力与未来，并同意在修改后介绍出版。后经茅盾三次推荐，1937年5月，上海天马书店主编巴人（王任叔）约见骆宾基，表示准备出版《边陲线上》。1937年8月，上海八一三事变发生，王任叔从印刷厂里抢出《边陲线上》的书稿还给茅盾。此后，茅盾第四次推荐，将书稿给了巴金主持的文化生活出版社，1939年11月出版。
上海八一三事变发生后，骆宾基要到浙东前线从事战地服务。行前，茅盾知道骆宾基的书稿未付印，没有经济来源，便资助骆宾基40块大洋。骆宾基由1937年起步入文坛，开始发表作品。在仅出版20期《烽火》周刊中，茅盾刊登过骆宾基的10篇报告文学及短篇小说。

### 从抗战到内战
1937年，骆宾基到浙东宣传抗日救亡。1938年，经中共宁（波）绍（兴）特委批准加入中国共产党。1940年夏，到达皖南新四军中，留在新四军军部编写文化课教材。1940年秋后，与中共党组织失去联系。随后，骆宾基到浙东义乌拜访冯雪峰。经冯雪峰支持，骆宾基1940年底赴广西桂林从事文学创作。在桂林，刚写完第二部长篇小说《人与土地》，1941年1月皖南事变发生，骆宾基乃被迫流亡香港。在香港期间，骆宾基曾受萧红的丈夫端木蕻良之托，帮助照看病中的萧红，陪她走完人生最后一程。1941年12月太平洋战争爆发后，骆宾基回桂林。他和聂绀弩合编《文学报》，很快遭到查禁，乃写作自传体长篇小说《姜步畏家史》。这部小说奠定了骆宾基在中国现代文学史上的地位。这一时期是他创作的丰产期，除了《姜步畏家史》，他还创作了短篇小说《老女仆》、《北望园的春天》、《乡亲康天刚》等。
骆宾基曾任中华全国文艺界抗敌协会桂林分会理事，绍兴《战旗》主编，重庆东北文化协会常务理事、秘书长。
1944年秋，骆宾基在重庆附近的酆都当教员时，因为在课堂上讲解毛泽东的《论联合政府》，被校内分子向中国国民党地方当局告密。骆宾基和其他几位同志相约出逃时，遭到军统特务逮捕。审讯中，军统要他在“悔过书”上签字，他当即掷还，宣布自己“无过可悔”。后经中共地下党营救，他才获释。
1947年春，骆宾基通过中国民主同盟的关系，到东北动员一股地方武装接受八路军改编，途经长春市郊时，遭到杜聿明手下的特刑队逮捕，当夜押往沈阳秘密监所。对方劝他在报纸上发表声明称“在戡乱政策下作一个守法公民”，马上可获释。他回答：“我又不是国民党，我怎么能站在戡乱政策底下呢？我到东北来就是为了反对戡乱，反对打内战的！”“你们公开枪毙我好啦！我们搞文学艺术的人，是讲气节的！”此后，他被当作“顽固不化”的要犯，专机押到南京军法局监狱，以“武装叛乱”的罪名待决。1949年1月中华民国总统蒋介石下野，李宗仁上台释放政治犯，骆宾基才获释，再度流亡香港。在香港期间，中国人民解放军发动渡江战役，攻占南京。1949年6月，骆宾基自香港启程北上北平。

### 共和国时期
1949年在北平参加第一届文代会后，骆宾基留在北平（1949年9月更名北京），被分配到人民日报社工作。1949年冬天，上级批准了骆宾基到山东工作的请求。骆宾基举家迁往山东济南，很快当选为山东省文联副主席。1952年加入中国作家协会。1953年，调到北京电影制片厂剧本创作所，当专业作家，从事专业创作。历任北京市文史研究馆研究员，北京市文联委员，中国作协理事，中国文联全委，北京市作协副主席。
1953年至1955年，骆宾基先后写出并发表了描写农村生活变革，赞美新生活与新人物的短篇小说《王妈妈》、《夜走黄泥岗》、《年假》等，全都被安排在《人民文学》杂志较显著位置发表，获得读者欢迎及文艺界好评。1956年，骆宾基因胡风问题受牵连，被审查一年，其中有3个月不准回家。1957年，去北京南郊农业社体验生活。1958年，下放黑龙江省农村人民公社体验生活，并继续写报告文学、散文等，包括采访东北抗日联军将领李延禄，创作反映东北抗日联军战斗生活的纪实作品。《人民文学》杂志一直同他保持联系。1961年，骆宾基给《人民文学》杂志一篇《山区收购站》。
1962年，骆宾基调回北京。但随着政治运动频繁发生，骆宾基无法集中精力创作。

### 文革时期
文化大革命期间，骆宾基度过8年“牛棚”及半“牛棚”生活，身心受到很大摧残。但他坚持原则。1967年，在单位的一次批斗会上，骆宾基站起来说：“邵荃麟是活着的焦裕禄！”全场皆惊。后来，造反派将他叫到办公室，要他揭发邵荃麟、冯雪峰，被他拒绝。骆宾基的妻子邹民才回忆：“因为骆先生坚持不改变对邵荃麟、冯雪峰的看法，一直没有工作，每月只有极少的生活费，家里不得不靠变卖东西过日子。当时有人好心劝他下个台阶，他毅然拒绝，说：‘这台阶太高了。’”1976年夏，唐山大地震波及北京，当天地震刚发生，骆宾基就从地安门的住处出门，到大雅宝胡同的邵荃麟家看望邵荃麟的遗孀及女儿，那时邵荃麟的遗孀尚顶着“叛徒、走资派”帽子。
1972年起，由于无法继续自由从事文学创作，骆宾基开始研究金文。

### 晚年
1976年粉碎“四人帮”后，骆宾基已积累了40余万字手稿，不忍舍弃，便继续从事金文研究。骆宾基凭借训诂学修养，根据出土金文资料，提出新创见，又纠正了传统看法的谬误，写出专著《金文新考》。《金文新考》是冯雪峰读了他的手稿后命名。1981年，茅盾为骆宾基的专著作了题签。在研究金文的同时，骆宾基还研究《诗经》、《左传》各家注释，写出《〈诗经〉新解》、《〈左传〉批注》等著作，对传统看法提出新解释，例如从《诗经·周颂》考释出殷周三代婚姻关系。骆宾基最后20年左半侧肢体不遂，视力衰退，一些老朋友劝他不要再写，学术界也对他的古文字学研究经常泼冷水。但他不但坚持研究，还陆续写了些回忆散文。
1994年6月，骆宾基在北京病逝，享年77岁。

## 著作
- 长篇小说《边陲线上》、《幼年》、《混沌》
- 报告文学集《大上海的一日》、《夏忙》
- 中篇神话集《蓝的图们江》
- 短篇小说集《北望园的春天》、《年假》、《骆宾基短篇小说选》
- 话剧剧本《结婚之前》
- 专著《金文新考》[1]